# Campeonato Brasileiro de Balonismo
O Campeonato Brasileiro de Balonismo é uma tradicional competição disputado no Balonismo, e define o ranking nacional da modalidade. 
No ano de 2008 foi disputado a 21.ª edição; que foi organizado pela Federação Paranaense de Balonismo, em Maringá no Paraná, paralelamente ao Campeonato Nipo-Brasileiro de Balonismo e Campeonato Nipo-Brasileiro de Balonismo, nos quais participaram 36 equipes de balonismo do Brasil e do Japão, que se inscreveram para os dois campeonatos que foram disputados em Maringá entre os dias 21 e 28 de junho.
O Campeonato Brasileiro contará pontos para o ranking nacional que definirá os representantes do país no Campeonato Mundial da Hungria em 2010. O Campeonato Nipo-brasileiro, que acontece pela primeira vez, foi incluído na programação oficial das comemorações dos cem anos da imigração japonesa. Realizadas há 12 anos em Maringá, as competições de balonismo estão se tornando tradicionais na cidade e a cada ano atraem um número maior de participantes e espectadores.
Além das disputas que acontecerão durante todos os dias, os organizadores irão promover no dia 27 de junho, na praça da Catedral, o Night Glow, que é a apresentação ,onde os balões ficam presos ao solo por cordas e proporcionam um belíssimo espetáculo de luzes e cores. Através de uma parceria com o Rotary Club Maringá Catedral, serão sorteados dez voos de balão entre público que estiver assistindo o evento. Para concorrer as pessoas deverão doar um quilo de alimento não-perecível.
O 1º Campeonato Brasileiro de Balonismo foi realizado em 1988 .

## Campeonatos
- 1.º 1988 foi em Casa Branca, São Paulo[3]
- 2.º 1989 foi em Americana, São Paulo
- 3.º 1990 foi em Piracicaba, São Paulo
- 4.º 1991 foi em Goiânia, Goiás
- 5.º 1992 foi em Piracicaba, São Paulo
- 6.º 1993 foi em Campinas, São Paulo
- 7.º 1994 foi em Ribeirão Preto, São Paulo
- 8.º 1995 foi em Ribeirão Preto, São Paulo
- 9.º 1996 foi em Ribeirão Preto, São Paulo
- 10.º 1997 foi em São Lourenço, Minas Gerais
- 11.º 1998 foi em São Lourenço, Minas Gerais
- 12.º 1999 foi em Sorocaba, São Paulo
- 13.º 2000 foi em Maringá, Paraná
- 14.º 2001 foi em Pindamonhangaba, São Paulo
- 15.º 2002 foi em Ribeirão Preto, São Paulo
- 16.º 2003 foi em São Lourenço, Minas Gerais
- 17.º 2004 foi em Piracicaba, São Paulo
- 18.º 2005 foi em Rio Claro, São Paulo
- 19.º 2006 foi em Maringá, Paraná
- 20.º 2007 foi em Fraiburgo e Treze Tílias, Santa Catarina [4]
- 21.º 2008 foi em Maringá, Paraná
- 22.º 2009 foi em Ribeirão Preto, São Paulo
- 23.º 2010 foi em São Carlos, São Paulo (19/07 a 25/07/2010)
- 24.º 2011 foi em Rio Claro, São Paulo
- 25.º 2012 foi em São Carlos, São Paulo (17/07 a 22/07/2012) [5] [6]
- 26.º 2013 foi em São Carlos, São Paulo (20/07 a 27/07/2013) e Pré Mundial.
- 27.º 2014 foi em Rio Claro, São Paulo e Mundial.
- 28.º 2015 foi em Piracicaba, São Paulo
- 29.º 2016 foi em Piracicaba, São Paulo
- 30.º 2017 foi em Boituva, São Paulo
- 31.º 2018 foi em Casa Branca, São Paulo
- 32.º 2019 foi em Araçoiaba da Serra, São Paulo
- 33.º 2020 foi em Boituva, São Paulo
- 34.º 2021 foi em Torres, Rio Grande do Sul
- 35.º 2022 foi em Boituva, São Paulo
- 36.º 2023 foi em Boituva, São Paulo
- 37.º 2024 foi em Boituva, São Paulo
- 38.º 2025 foi em Boituva, São Paulo[7]